# エンリケ・ソラ・クレメンテ
エンリケ・"キケ"・ソラ・クレメンテ（Enrique "Kike" Sola Clemente）（スペイン語発音: [enˈrike ˈkike ˈsola kleˈmente], 1986年2月25日 - ）は、スペイン・ナバラ州カスカンテ出身の元サッカー選手。ポジションはフォワード。

## 経歴
CAオサスナのカンテラ出身。2005-06シーズンよりBチームに在籍。2007年6月9日、レアル・ベティス戦で2得点を決め、鮮やかなトップチームデビューを果たした。2007-08シーズンは20試合に出場、3得点を決めた。 その後は出場機会に恵まれず、CDヌマンシア、ギリシャのレヴァディアコスFCへ武者修行のレンタル移籍が続いていた。オサスナ復帰後も控え扱いであったが、2011年2月にホセ・ルイス・メンディリバル監督が就任すると、カルロス・アランダ、デヤン・レキッチ、ワルテル・パンディアーニといったライバル・フォワードが相次いで不振だったということもあり、不動のレギュラーに定着した。しかし2011-12シーズンは一転、怪我に悩まされ、わずか7試合の出場に終わり、無得点に終わる不本意なシーズンとなった。心機一転仕切り直しとなった2012-13シーズンはレアル・ソシエダからの出戻りとなったホセバ・ジョレンテの加入もあったが、再び定位置を奪い返した。
2013年7月、アスレティック・ビルバオへ移籍。2016年1月15日、チャンピオンシップで首位を走るミドルズブラFCにシーズン終了までのローンで加入した。2018年6月1日に現役引退を発表。

## タイトル
アスレティック・ビルバオ
- スーペルコパ・デ・エスパーニャ : 2015